# Dæmpning
Se evt. også Dæmpning (musik)
Indenfor fysik er dæmpning effekten som reducerer amplituden af oscillationer i et oscillerende system, især en harmonisk oscillator. Denne dæmpningseffekt er lineart relateret til oscillationens hastighed. Denne restriktion leder til en bevægelse som kan modelleres ved en linear differentialligning og som har en simpel analytisk løsning.
Indenfor mekanik kan dæmpning f.eks. realiseres med en støddæmper.